# Марин Сити
Марин Сити (Marin City) е населено място в окръг Марин, в района на залива на Сан Франциско, щата Калифорния, Съединените американски щати.
Той е с население от 2560 жители (2000). Общата му площ е 2,3 км² (0,9 мили²).
Марин Сити се намира на 5,6 км (3,5 мили) от границата на окръзите Марин и Сан Франциско.